# Enrique Serrano Escobar
Enrique Serrano Escobar, né le 14 mai 1958 à Altar, est un économiste et homme politique mexicain, membre du Parti révolutionnaire institutionnel. 

## Biographie
Enrique Serrano Escobar est diplômé en administration publique et science politique de l'université autonome de Chihuahua.
Membre du Parti révolutionnaire institutionnel (PRI) depuis 1979, il est élu en 2006 à la Chambre des députés, représentant l'État de Chihuahua.
En 2010, il est élu député au Congrès de l'État de Chihuahua. Il demeure en fonction jusqu'à son élection comme maire de Juárez en 2013. Il démissionne en décembre 2015.